# Timothy Mwitwa
Timothy Mwitwa (21. května 1968 – 27. dubna 1993) byl zambijský fotbalový útočník a reprezentant.
Tragicky zahynul při letecké havárii zambijské reprezentace u pobřeží Gabonu.

## Fotbalová kariéra
Hrál za Kabwe Warriors FC a AC Sparta Praha. V sezóně 1990/91 byl prvním Afričanem v týmu Sparty i v 1. československé lize. V československé lize nastoupil v 7 utkáních a v Lize mistrů nastoupil ve 2 utkáních.

## Ligová bilance
| Ročník                                   | Zápasy | Góly | Klub              |
| ---------------------------------------- | ------ | ---- | ----------------- |
| Zambijská liga 1989                      | -      | -    | Kabwe Warriors FC |
| 1. československá fotbalová liga 1990/91 | 7      | 0    | AC Sparta Praha   |
| Zambijská liga 1991                      | -      | -    | Kabwe Warriors FC |
| CELKEM                                   | 7      | 0    |                   |